# Entr'acte (film)
 (juillet 2020).
Pour plus de détails, voir Fiche technique et Distribution.
Entr'acte est un court métrage français réalisé par René Clair, sorti en 1924.
La sortie était prévue le 27 novembre 1924 mais le film fut projeté le 4 décembre 1924, au théâtre des Champs-Élysées, durant l'entracte de Relâche, un ballet instantanéiste orchestré par Francis Picabia, sur une musique d'Erik Satie et chorégraphié par Jean Börlin. Il représente à ce titre la première intervention du cinéma dans un spectacle de danse.

## Synopsis
Le film est une suite de scènes « surréalistes », comme celle de la poursuite folle d'un corbillard ou de la danseuse barbue filmée en contre-plongée.
Le film est clairement divisé en deux parties. La première se passe principalement sur le toit et aux alentours du théâtre des Champs-Élysées. La deuxième est l'enterrement et la poursuite folle du corbillard qui s'ensuit.

## Fiche technique
- Titre : Entr'acte
- Réalisation : René Clair, assisté de Georges Lacombe
- Production : Rolf de Maré
- Scénario : Francis Picabia
  - Adaptation : René Clair
- Musique : Erik Satie
  - Direction musicale : Roger Désormière
  - Orchestration : Henri Sauguet
- Chorégraphie : Jean Börlin
- Photographie : Jimmy Berliet
- Production : Rolf de Maré
- Société de production : Les Ballets suédois
- Pays de production :  France
- Format : noir et blanc - muet (sonorisé en 1968[4])
- Date de tournage : juin 1924
- Date de sortie : 4 décembre 1924

## Distribution
- Jean Börlin : le chasseur au chapeau tyrolien / le prestidigitateur
- Inge Fries : la ballerine
- Marcel Achard
- Pierre Scize
- Louis Touchagues
- Rolf de Maré
- Roger Lebon
- Jean Mamy
- Georges Charensol
- Georges Auric
- Kiki de Montparnasse
- Darius Milhaud

La distribution inclut aussi des apparitions de Francis Picabia (le serveur du canon), Erik Satie, Man Ray et Marcel Duchamp (ces deux derniers jouant aux échecs).